# Madigan
Madigan (Brasil: Os Impiedosos ) é um filme estadunidense, dos gêneros drama e policial, de 1968, dirigido por Don Siegel, roteirizado por Henri Simoun e Frank P. Rosenberg, baseado no livro The Commissioner de Richard Dougherty, com música de Don Costa.

## Sinopse
Num distrito policial de Nova York, dois policiais, empreendem caçada, a um perigoso marginal. O comissário recebe denuncias de corrupção, envolvendo um Inspetor, seu amigo. As histórias se encaminham para um desfecho conjunto. 

## Elenco
- Richard Widmark ....... Detetive Daniel Madigan
- Henry Fonda ....... Comissário Anthony X. Russell
- Inger Stevens ....... Julia Madigan
- Harry Guardino ....... Detetive Rocco Bonaro
- James Whitmore ....... Inspetor Chefe Charles Kane
- Susan Clark ....... Tricia Bentley
- Michael Dunn ....... Midget Castiglione
- Steve Ihnat ....... Barney Benesch
- Don Stroud ....... Hughie
- Sheree North ....... Jonesy
- Warren Stevens ....... Capitão Ben Williams
- Raymond St. Jacques ....... Dr. Taylor
- Bert Freed ....... Chefe dos detetives Hap Lynch
- Harry Bellaver ....... Mickey Dunn